# Tour de la Provence 2022
Il Tour de la Provence 2022, settima edizione della corsa, valevole come seconda prova dell'UCI ProSeries 2022 categoria 2.Pro, si è svolta in tre tappe precedute da un cronoprologo dal 10 al 13 febbraio 2022 su un percorso di 505,7 km, con partenza da Berre-l'Étang ed arrivo sulla Montagna di Lura, nella regione Provenza-Alpi-Costa Azzurra, in Francia. La vittoria fu appannaggio del colombiano Nairo Quintana, che completò il percorso in 12h09'11", alla media di 41,553 km/h, precedendo il francese Julian Alaphilippe ed il danese Mattias Skjelmose Jensen.
Sul traguardo della Montagna di Lura 91 ciclisti, su 105 partiti da Berre-l'Étang, portarono a termine la competizione.

## Tappe
| Tappa  | Data        | Percorso                                          | km    | Vincitore di tappa | Leader cl. generale |
| ------ | ----------- | ------------------------------------------------- | ----- | ------------------ | ------------------- |
| Prol.  | 10 febbraio | Berre-l'Étang > Berre-l'Étang (cron. individuale) | 7,1   | Filippo Ganna      | Filippo Ganna       |
| 1ª     | 11 febbraio | Istres > Saintes-Maries-de-la-Mer                 | 152   | Elia Viviani       | Filippo Ganna       |
| 2ª     | 12 febbraio | Arles > Manosque                                  | 180,5 | Bryan Coquard      | Filippo Ganna       |
| 3ª     | 13 febbraio | Manosque > Montagna di Lura                       | 163,2 | Nairo Quintana     | Nairo Quintana      |
| Totale | Totale      | Totale                                            | 505,7 |                    |                     |

## Squadre e corridori partecipanti
| N.    | Cod. | Squadra                     |
| ----- | ---- | --------------------------- |
| 1-7   | MOV  | Movistar Team               |
| 11-17 | QST  | Quick-Step Alpha Vinyl Team |
| 21-26 | IGD  | Ineos Grenadiers            |
| 31-36 | TFS  | Trek-Segafredo              |
| 41-46 | COF  | Cofidis                     |
| 51-57 | AST  | Astana Qazaqstan Team       |
| 61-65 | ACT  | AG2R Citroën Team           |
| 71-76 | ARK  | Team Arkéa-Samsic           |
| 81-87 | GFC  | Groupama-FDJ                |

| N.      | Cod. | Squadra                          |
| ------- | ---- | -------------------------------- |
| 91-97   | TEN  | TotalEnergies                    |
| 101-107 | BBK  | B&B Hotels-KTM                   |
| 111-117 | LTS  | Lotto Soudal                     |
| 121-126 | AUB  | St Michel-Auber 93               |
| 131-137 | GRL  | Go Sport-Roubaix Lille Métropole |
| 141-146 | DSM  | Team DSM                         |
| 151-157 | IPT  | Israel-Premier Tech              |
| 161-167 | NMC  | Nice Métropole Côte d'Azur       |

## Dettagli delle tappe

### Prologo
- 10 febbraio: Berre-l'Étang > Berre-l'Étang – Cronometro individuale – 7,1 km

Risultati
| Pos. | Corridore         | Squadra  | Tempo |
| ---- | ----------------- | -------- | ----- |
| 1    | Filippo Ganna     | Ineos    | 8'04" |
| 2    | Ethan Hayter      | Ineos    | a 12" |
| 3    | Tobias Ludvigsson | Groupama | a 13" |

| Pos. | Corridore         | Squadra  | Tempo |
| ---- | ----------------- | -------- | ----- |
| 1    | Filippo Ganna     | Ineos    | 8'04" |
| 2    | Ethan Hayter      | Ineos    | a 12" |
| 3    | Tobias Ludvigsson | Groupama | a 13" |

### 1ª tappa
- 11 febbraio: Istres > Saintes-Maries-de-la-Mer – 152 km

Risultati
| Pos. | Corridore          | Squadra    | Tempo    |
| ---- | ------------------ | ---------- | -------- |
| 1    | Elia Viviani       | Ineos      | 3h17'58" |
| 2    | Sep Vanmarcke      | Israel     | s.t.     |
| 3    | Julian Alaphilippe | Quick-Step | s.t.     |

| Pos. | Corridore          | Squadra       | Tempo    |
| ---- | ------------------ | ------------- | -------- |
| 1    | Filippo Ganna      | Deceuninck    | 3h26'05" |
| 2    | Julian Alaphilippe | Quick-Step    | a 4"     |
| 3    | Pierre Latour      | TotalEnergies | a 10"    |

### 2ª tappa
- 12 febbraio: Arles > Manosque – 180,5 km

Risultati
| Pos. | Corridore          | Squadra    | Tempo    |
| ---- | ------------------ | ---------- | -------- |
| 1    | Bryan Coquard      | Cofidis    | 4h19'42" |
| 2    | Julian Alaphilippe | Quick-Step | s.t.     |
| 3    | Filippo Ganna      | Ineos      | s.t.     |

| Pos. | Corridore          | Squadra       | Tempo    |
| ---- | ------------------ | ------------- | -------- |
| 1    | Filippo Ganna      | Ineos         | 7h45'43" |
| 2    | Julian Alaphilippe | Quick-Step    | a 2"     |
| 3    | Pierre Latour      | TotalEnergies | a 14"    |

### 3ª tappa
- 13 febbraio: Manosque > Montagna di Lura – 166,1 km

Risultati
| Pos. | Corridore         | Squadra  | Tempo    |
| ---- | ----------------- | -------- | -------- |
| 1    | Nairo Quintana    | Arkéa    | 4h23'06" |
| 2    | Mattias Skjelmose | Trek     | a 37"    |
| 3    | Matteo Jorgenson  | Movistar | s.t.     |

| Pos. | Corridore          | Squadra    | Tempo     |
| ---- | ------------------ | ---------- | --------- |
| 1    | Nairo Quintana     | Arkéa      | 12h09'11" |
| 2    | Julian Alaphilippe | Quick-Step | a 27"     |
| 3    | Mattias Skjelmose  | Trek       | a 34"     |

## Evoluzione delle classifiche
| Tappa              | Vincitore          | Classifica generale Maglia nera | Classifica a punti Maglia gialla | Classifica scalatori Maglia blu a pois | Classifica giovani Maglia verde | Preferito dal pubblico Maglia arancione | Classifica a squadre        |
| ------------------ | ------------------ | ------------------------------- | -------------------------------- | -------------------------------------- | ------------------------------- | --------------------------------------- | --------------------------- |
| Prologo            | Filippo Ganna      | Filippo Ganna                   | non assegnata                    | non assegnata                          | Ethan Hayter                    | Arnaud Démare                           | Ineos Grenadiers            |
| 1ª                 | Elia Viviani       | Filippo Ganna                   | Julian Alaphilippe               | Tom Mainguenaud                        | Samuele Battistella             | Tristan Delacroix                       | Ineos Grenadiers            |
| 2ª                 | Bryan Coquard      | Filippo Ganna                   | Julian Alaphilippe               | Paul Ourselin                          | Samuele Battistella             | Aurélien Paret-Peintre                  | Quick-Step Alpha Vinyl Team |
| 3ª                 | Nairo Quintana     | Nairo Quintana                  | Julian Alaphilippe               | Nairo Quintana                         | Mattias Skjelmose               | Julian Alaphilippe                      | Quick-Step Alpha Vinyl Team |
| Classifiche finali | Classifiche finali | Nairo Quintana                  | Julian Alaphilippe               | Nairo Quintana                         | Mattias Skjelmose               | non assegnata                           | Quick-Step Alpha Vinyl Team |

## Classifiche finali

### Classifica generale - Maglia nera
| Pos. | Corridore          | Squadra       | Tempo     |
| ---- | ------------------ | ------------- | --------- |
| 1    | Nairo Quintana     | Arkéa         | 12h09'11" |
| 2    | Julian Alaphilippe | Quick-Step    | a 27"     |
| 3    | Mattias Skjelmose  | Trek          | a 34"     |
| 4    | Matteo Jorgenson   | Movistar      | a 36"     |
| 5    | Pierre Latour      | TotalEnergies | a 42"     |
| 6    | Ilan Van Wilder    | Quick-Step    | a 46"     |
| 7    | S. Battistella     | Astana        | a 1'21"   |
| 8    | A. Paret-Peintre   | AG2R          | a 1'45"   |
| 9    | Maxime Bouet       | Arkéa         | a 1'56"   |
| 10   | Louis Vervaeke     | Quick-Step    | a 2'55"   |

### Classifica a punti - Maglia gialla
| Pos. | Corridore          | Squadra       | Punti |
| ---- | ------------------ | ------------- | ----- |
| 1    | Julian Alaphilippe | Quick-Step    | 34    |
| 2    | Pierre Latour      | TotalEnergies | 18    |
| 3    | Nairo Quintana     | Arkéa         | 17    |
| 4    | Elia Viviani       | Ineos         | 15    |
| 5    | Matteo Jorgenson   | Movistar      | 15    |

### Classifica scalatori - Maglia blu a pois
| Pos. | Corridore         | Squadra       | Punti |
| ---- | ----------------- | ------------- | ----- |
| 1    | Nairo Quintana    | Arkéa         | 10    |
| 2    | Paul Ourselin     | TotalEnergies | 8     |
| 3    | Mattias Skjelmose | Trek          | 8     |
| 4    | Matteo Jorgenson  | Movistar      | 6     |
| 5    | Kevin Besson      | Nice          | 5     |

### Classifica giovani - Maglia verde
| Pos. | Corridore           | Squadra    | Tempo     |
| ---- | ------------------- | ---------- | --------- |
| 1    | Mattias Skjelmose   | Trek       | 12h09'45" |
| 2    | Matteo Jorgenson    | Movistar   | a 2"      |
| 3    | Ilan Van Wilder     | Quick-Step | a 12"     |
| 4    | Samuele Battistella | Astana     | a 47"     |
| 5    | Mark Donovan        | DSM        | a 12'16"  |

### Classifica a squadre
| Pos. | Squadra                     | Tempo     |
| ---- | --------------------------- | --------- |
| 1    | Quick-Step Alpha Vinyl Team | 36h31'55" |
| 2    | Team Arkéa-Samsic           | a 1'33"   |
| 3    | AG2R Citroën Team           | a 11'09"  |
| 4    | TotalEnergies               | a 14'22"  |
| 5    | Israel-Premier Tech         | a 16'26"  |